# 기체역학
기체역학(gas dynamics)은 유체역학의 한 분야로서, 압축성 유동(compressible flow)을 다룬다. 특히 다른 분야에서는 다루지 않는 두 가지 개념을 기체 역학에서 다루는데, 그 하나는 충격파(shock wave)이고, 나머지 하나는 유동의 질식(choked flow)이다.
기체역학의 주요 주제는 다음과 같다.
- 충격파 : 수직 충격파(normal shock wave), 경사 충격파(oblique shock wave), 폭굉파(detonation wave)
- 등엔트로피 유동 : 등엔트로피 수축(isentropic compression) 및 등엔트로피 팽창(isentropic expansion), 프란틀-마이어의 팽창 유동(Prandtl-Meyer expansion flow)
- 외부 유동 : 박익이론(thin airfoil theory)
- 내부 유동 : 파노 유동(Fannot flow), 레일리 유동(Rayleigh flow), 노즐 유동(Nozzle flow)
- 입문 용어 : 공기 역학은 분자가 포함된 구조를 무시하는 가스(충돌한)의 2개의 분자 사이의 거리의 평균값의 개요이다.

## 같이 보기
- 마하 수
- 압축성 흐름
- 슐리렌 사진술
- 소닉붐
- 초음속 여객기